# Steffen Zühlke
Steffen Zühlke, né le 28 avril 1965 à Schwerin, est un rameur d'aviron allemand ayant représenté l'Allemagne de l'Est.

## Palmarès

### Jeux olympiques
- 1988 à Séoul
  -  Médaille de bronze en quatre de couple[1]

### Championnats du monde
- 1990 à Mannheim
  -  Médaille de bronze en skiff